# Shah Jahan
Shihābuddīn Moḥammed Shāh Jahān (in persiano شهاب الدين محمد شاه جهان‎; Lahore, 5 gennaio 1592 – Forte rosso di Agra, 22 gennaio 1666) fu sovrano dell'Impero Moghul nel subcontinente indiano dal 1628 al 1658.
Il nome di Shāh Jahān proviene dalla lingua farsi (شاه ‌جهان‎), che significa re del mondo.
Shāh Jahān sviluppò l'architettura moghul, ed è noto per aver costruito il Taj Mahal in memoria della sua amatissima moglie defunta. Dopo 30 anni di regno, fu arrestato da suo figlio Aurangzeb, che lo depose. È considerato uno degli uomini più ricchi della sua epoca.

## Biografia

### Ascesa al trono
Appena nato, Shāh Jahān ricevette il nome persiano di Khurram (gioioso) che gli venne dato da suo nonno paterno, Akbar. Figlio del Gran Mogol Jahāngīr e della sua seconda moglie, la principessa di stirpe Rajput di Rathore Jagat Gosain, dovette contendere il trono ai suoi fratelli sin da giovane.

Nell'Impero Moghul la discendenza al trono non veniva assegnata secondo la regola della primogenitura, ma ogni figlio poteva rivendicare la pretesa alla successione e contenderla agli altri, sia guadagnando il favore del sovrano con le sue imprese, sia eliminando segretamente gli altri pretendenti.
Nel 1607 in occasione del suo quindicesimo compleanno ricevette in dono l'equivalente del suo peso in oro e gemme.
Nel 1611 suo padre sposò Nūr Jahān, vedova dell'avventuriero Sher Afghan ʿAlī Quli Khān, la quale divenne presto la favorita del re e la figura predominante alla corte del Moghul, della quale prese il controllo insieme al fratello Aṣaf Khān.
L'ascesa al trono del principe Khurram fu il risultato di una dura lotta contro numerosi nemici, soprattutto nella corte del Mogul, tra i quali spiccava proprio la sua matrigna Nūr Jahān. Khurram aveva guadagnato il favore di suo padre grazie alla sua campagna vittoriosa del 1617 contro la dinastia Lōdhī nell'altopiano del Deccan, rendendo sicuri i confini meridionali dell'Impero. Tuttavia, anche se queste vittorie gli avevano fatto guadagnare il titolo onorifico di Shāh Jahān Bahādur (Il valoroso Re del Mondo), alcuni esponenti della corte, guidati dalla matrigna, complottarono contro di lui. Il maggiore degli ostacoli opposti da Nūr Jahān fu il matrimonio della sua prima figlia con il fratello minore di Khurrām, il Principe Shāhriyar. L'appoggio della regina a Shāhryar come pretendente al trono scatenò le ire di Khurrām, che si ribellò apertamente all'Imperatore Moghul nel 1622, anche grazie all'appoggio di suo suocero Asaf Khan.

La ribellione venne sedata dalle truppe di Jahāngīr nel 1626 e come conseguenza Khurram dovette sottomettersi incondizionatamente. Tuttavia, alla morte di suo padre nel 1627, il Principe Khurram divenne il nuovo Imperatore Moghul con il nome di Shāh Jahān, Re del Mondo e Signore delle Congiunzioni Favorevoli, quest'ultimo titolo era da lui particolarmente amato perché ricordava la sua discendenza dalla dinastia musulmana di origine mongola dei Timuridi.

### Matrimonio
Nel 1612, la figlia di Aṣaf Khān, Arjumand Bānū Bēgum (chiamata in seguito Mumtaz Maḥal, "Gioiello del Palazzo"), era stata data in sposa a Khurram, consolidando così il potere a corte di Nur Jahan e di suo fratello. Tuttavia ella prese risolutamente le parti del marito.
Nonostante le sue numerose gravidanze, l'imperatrice Mumtāz viaggiò sempre a fianco del suo sposo, accompagnandolo durante le sue campagne militari prima a favore e poi contro suo padre. Essa fu la favorita di Shāh Jahān, che ricambiò sempre la sua devozione, eleggendola a sua confidente e più importante consigliera. Tuttavia, come testimoniano le cronache del tempo, Mumtāz non aspirò mai a condividere il potere politico del suo consorte.
Altre mogli furono Kandahari Begum, pronipote di Ismail I di Persia, sposata il 28 ottobre 1610; Izzunnissa Begum, principessa persiana sposata nel 1617, e Kunwari Leelavati Deiji, una sua cugina materna, principessa dei Rajput di Rathore come figlia di Kunwar Sakat (figlio e fratellastro, rispettivamente, di Udai Singh e Sur Singh), sposata prima del 1627.

### Il regno
Dopo essersi ribellato a suo padre Jahāngīr gli succedette al trono nel 1627 dopo la sua morte.
Sebbene il regno di suo padre fosse stato relativamente pacifico, durante l'ultima fase subì diverse minacce esterne. Shāh Jahān operò un cambio di rotta di questa tendenza, sedando la rivolta musulmana del regno di Ahmednagar, respingendo l'invasione dei portoghesi in Bengala e conquistando i regni di Baglana e Bundelkhand a ovest e di Bijapur e Golconda nel Deccan a sud. Tuttavia le vittorie militari di Shah Jahan prosciugarono il tesoro imperiale, poiché per assicurarsi i suoi successi l'Imperatore aveva trasformato l'esercito in una potente macchina da guerra, nominando nuovi nobili che avrebbero ingrossato le file del suo esercito con i loro contingenti.
Questa dispendiosa politica ebbe anche i suoi frutti positivi proprio in campo economico, promuovendo lo sviluppo di nuovi centri e rotte commerciali e il fiorire dell'artigianato in città come Lahore, Delhi e Agra, unite tra loro da nuove strade e vie fluviali.
Shāh Jahān trasferì la capitale dell'Impero da Agra a Delhi, divenuta centro del potere musulmano, che abbellì di nuovi edifici che testimoniano ancora il suo celebrato gusto estetico in architettura.
Fu durante il suo regno che l'Impero Moghul raggiunse l'apice del suo potere. Gli eventi capitali della storia del suo regno sono la conquista del regno musulmano di Ahmednagar nel Deccan nel 1636, la perdita di Kandahar in favore della Persia nel 1653 e una seconda guerra con i regni musulmani del Deccan nel 1655. Nel 1658 si ammalò gravemente e la falsa notizia della sua morte scatenò la guerra per la successione tra i suoi figli, Aurangzeb, Murad Baksh, Dara Sukoh e Shāh Shujaʿ. Alla fine di questo conflitto Shāh Jahān, che si era schierato a favore di Dara, venne confinato da Aurangzeb nel Forte rosso di Agra dove restò prigioniero fino alla sua morte nel 1666.

## Discendenza
Dalla prima moglie, Kandahari Begum, sposata nel 1610, ebbe una figlia:
- Parhez Banu Begum (Agra, 21 agosto 1611 - Delhi, 19 ottobre 1675). Nota anche come Purhunar Banu Begum. Venne nominata dal nonno Jahangir e, dopo la nascita, affidata alla bisnonna acquisita Ruqaiya Sultan Begum. Alla morte di suo padre nel 1666, fu invece raccomanda alla sorellastra minore, Jahanara Begum. Morì nubile e senza discendenza e fu sepolta nel giardino di Delhi da lei costruito.

Dalla moglie più amata, Mumtaz Mahal, sposata nel 1612, ebbe quattordici figli, otto maschi e sei femmine, di cui la metà morti infanti:
- Harulnisa Begum (30 marzo 1613 - 5 giugno 1616). Morta di vaiolo. Era la nipote preferita dell'imperatore Jahangir, che soffrì profondamente la sua morte: rimase per tre giorni murato nella sua camera, non riuscì ad annotare personalmente la sua morte nei registri imperiali, delegando il compito a Mirza Ghiyas Beg, e ordinò che da quel momento i mercoledì, giorno della morte della bambina, venissero rinominati Gumshamba (giorno della perdita).
- Jahanara Begum (23 marzo 1614 - 16 settembre 1681). Era la figlia favorita di suo padre e la più influente, tanto che alla morte di sua madre venne nominata Padshah Begum (prima dama dell'Impero) surclassando le altre consorti. Nubile e senza discendenza.
- Dara Shikoh (20 marzo 1615 - 30 agosto 1659). Erede designato, fu tuttavia sconfitto e ucciso da suo fratello minore, Muhiuddin Aurangzeb.
- Shah Shuja (23 giugno 1616 - 7 febbraio 1661). Pretendente al trono, fu sconfitto da Aurangzeb e morì in esilio in Birmania.
- Roshanara Begum (3 settembre 1617 - 11 settembre 1671). Si schierò con Aurangzeb durante la guerra di successione e fu da lui nominata Padshah Begum. Nubile e senza discendenza.
- Muhiuddin Aurangzeb (3 novembre 1618 - 3 marzo 1707). Alla morte del padre scatenò una guerra civile per il trono, che si concluse con la sua vittoria.
- Izad Bakhsh (18 dicembre 1619 - marzo 1621). Morto di vaiolo.
- Surayya Banu Begum (10 giugno 1621 - 28 aprile 1628). Morta di vaiolo.
- Figlio (1622). Morto subito dopo la nascita.
- Murad Bakhsh (8 ottobre 1624 - 14 dicembre 1661). Giustiziato per ordine di Aurangzeb.
- Lutf Allah (4 aprile 1626 - 13 maggio 1628). Morto di vaiolo.
- Daulat Afza (8 maggio 1628 - 13 maggio 1629). Morto di vaiolo.
- Husnara Begum (20 aprile 1630 - 1631). Morta di vaiolo.
- Gauharara Begum (17 giugno 1631 - 1706). Sua madre morì mettendola al mondo. Nubile e senza discendenza.

Dalla sua terza moglie, Izzunnissa Begum, sposata nel 1617, ebbe un figlio: 
- Jahan Afroz (Agra, 25 giugno 1619 - Burhanpur, marzo 1621). Morto di vaiolo.

Dalla sua quarta moglie, Kunwari Leelavati Deiji, principessa Lathore e sua cugina materna, figlia di Kunwar Sakat o di Shakti Singh, sposata fra il 1623 e il 1626 a Jodhpur, non ebbe discendenza.  

## Memoria successiva
Durante il suo regno l'architettura indiana visse la sua età dell'oro, Shāh Jahān fece erigere numerosi edifici monumentali il più famoso dei quali è lo splendido Tāj Maḥal ad Agra, destinato a essere il mausoleo della sua sposa Mumtāz Maḥal. Egli fu anche il fondatore della nuova città di Delhi il cui nome originario era proprio Shāhjahānābād.
Le strutture più notevoli legate al suo regno sono:
- il Taj Mahal (tomba per la sua favorita) ad Agra;
- il Forte Rosso di Delhi;
- il Forte rosso di Agra;
- la moschea-congregazionale (Jamaʿ Masjid) a Delhi;
- i Giardini Shalimar a Lahore, in Pakistan;
- la cittadella di Shahi Qila a Lahore;
- il Mausoleo di Jahangir;
- il trono del pavone, celebre manufatto sul quale sedeva (amministrando giustizia nel Forte di Agra), divenuto poi simbolo del trono di Persia;
- la moschea Shāh Jahān a Thatta in Pakistan.

### Shāh Jahān nei resoconti dei viaggiatori europei
Molti elementi della biografia di questo Imperatore del regno Moghul provengono dalle memorie lasciate da diversi viaggiatori europei che vissero o visitarono la sua corte imperiale.
Come gran parte dei suoi predecessori e dei suoi antenati, Shāh Jahān aveva nella sua corte diverse mogli, concubine e danzatrici, cosa che venne notata da molti viaggiatori europei. Il viaggiatore italiano Niccolò Manucci scrisse, ad esempio, che «l'unica cosa di cui sembra curarsi questo Imperatore è la ricerca di nuove donne che servano al suo piacere» e che «per questo scopo stabilì una fiera nella sua corte dove non era ammesso nessuno che non fosse donna. Vecchia o giovane, povera o nobile, purché fosse bella».

Sempre il Manucci afferma che quando il figlio Aurangzeb lo imprigionò nel Forte Rosso di Agra «gli permise di portare con sé tutte le sue donne, comprese le danzatrici e le cantanti» e che «anche quando raggiunse l'età senile costui non perse la sua debolezza per la carne».
I viaggiatori europei riportano anche la sua relazione con Farzana Bēgum, sorella della sua sposa Mumtāz Maḥal, e la voce secondo la quale il figlio di costei fosse in realtà figlio di Shāh Jahān. Scrive il Manucci: «per mio conto non ho dubbi di questo fatto, poiché costui è molto somigliante al Principe Dara».